# Nurse Betty
Pour les articles homonymes, voir Betty.
Pour plus de détails, voir Fiche technique et Distribution.
Nurse Betty ou Garde Betty au Québec, est un film germano-américain réalisé par Neil LaBute, sorti en 2000.

## Synopsis
Serveuse dans un restaurant situé dans une petite ville texane, Betty a toujours rêvé de devenir infirmière. Elle essaye d'oublier sa vie médiocre en regardant son feuilleton préféré, Amour et Passion, un soap opera dont le héros, le docteur David Ravell, lui fait forte impression. Mais une nuit, Betty assiste au meurtre de son mari macho par deux truands. En état de choc, elle se réfugie dans l'univers de sa série favorite et tente de nier ce qu'elle a vu. Persuadée qu'elle est vraiment infirmière, elle part rejoindre son amour de toujours, le docteur Ravell.

## Fiche technique
- Titre original : Nurse Betty
- Titre allemand : Nurse Betty - Gefährliche Träume
- Titre québécois : Garde Betty
- Réalisation : Neil LaBute
- Scénario : John C. Richards, James Flamberg
- Musique : Rolfe Kent
- Montage : Joel Plotch et Steven Weisberg
- Production : Steve Golin, Gail Mutrux
  - Production exécutive : Moritz Borman, Stephen Pevner, Chris Sievernich, Philip Steuer
- Pays de production :  États-Unis,  Allemagne
- Format : couleur - 2,35:1 - 35 mm - son : DTS - Dolby Digital - SDDS
- Genre : comédie
- Durée : 95 minutes
- Budget : 24.000.000 $
- Dates de sortie :
  - France : 11 mai 2000 (Festival de Cannes)
  - Allemagne : 26 juin 2000 (Festival du film de Munich)
  - France : 30 août 2000
  - Allemagne : 7 septembre 2000 (Festival du film de Oldenbourg)
  - États-Unis : 8 septembre 2000
  - Allemagne : 26 octobre 2000

## Distribution
- Morgan Freeman (VF : Benoît Allemane ; VQ : Raymond Bouchard) : Charlie
- Renée Zellweger (VF : Dorothée Jemma ; VQ : Aline Pinsonneault) : Betty Sizemore
- Chris Rock (VF : Lucien Jean-Baptiste ; VQ : Gilbert Lachance) : Wesley
- Greg Kinnear (VF : Thierry Wermuth ; VQ : Antoine Durand) : Dr David Ravell/George McCord
- Aaron Eckhart (VF : Emmanuel Karsen ; VQ : Daniel Picard) : Del Sizemore
- Tia Texada (VF : Maïté Monceau ; VQ : Christine Bellier) : Rosa Hernandez
- Crispin Glover : Roy Ostery
- Pruitt Taylor Vince : Shérif Eldon Ballard
- Allison Janney (VF : Béatrice Delfe ; VQ : Sophie Faucher) : Lyla Branch
- Kathleen Wilhoite (VF : Pascale Jacquemont) : Sue Ann Rogers
- Elizabeth Mitchell (VF : Ariane Deviègue) : Chloe Jensen
- Susan Barnes : Darlene
- Harriet Sansom Harris (VF : Pascale Vital) : Ellen
- Sung Hi Lee : Jasmine
- Laird Macintosh : Dr. Lonnie Walsh/Eric
- George D. Wallace : le grand-père

Source et légende : Version française (VF) sur RS Doublage et Version québécoise (VQ) sur Doublage Québec.

## Distinctions

### Récompenses
- 2000 : Prix du scénario du Festival de Cannes.
- 2001 : Golden Globe de la meilleure actrice dans un film musical ou une comédie pour Renée Zellweger

### Nominations et sélections
- 2000 : Sélection officielle pour le Festival de Cannes 2000
- 2000 : British Independent Film Award du meilleur film étranger
- 2001 : Prix Edgar-Allan-Poe du meilleur film
- 2001 : American Comedy Award de la meilleure actrice[3] pour Renée Zellweger
- 2001 : Black Reel Awards du meilleur acteur[4] pour Morgan Freeman et du meilleur second rôle masculin[5] pour Chris Rock